# Ouash
Ouash était peut-être un roi de la fin de la période prédynastique de l'Égypte ancienne, c'est-à-dire vers la fin du IVe millénaire avant l'ère commune. Ouash n'étant connu que par son apparition en tant que captif du pharaon Narmer sur la palette éponyme, son existence est contestée.

## Attestation
L'existence historique de Ouash est incertaine. L'objet sur lequel il apparaît, la palette de Narmer, a été découvert par les archéologues britanniques James E. Quibell et Frederick W. Green en 1897-1898 au temple d'Horus à Nekhen. Le revers de la palette représente un captif agenouillé, « d'apparence non égyptienne », sur le point d'être tué par la figure beaucoup plus grande de Narmer. Alors que Narmer a un rébus représentant son nom gravé à côté de lui sur le recto de la palette (un poisson-chat au-dessus d'un ciseau), deux hiéroglyphes primitifs apparaissent près du captif. Il s'agit de petites images représentant un harpon et un lac. Les chercheurs ont considéré ce rébus du harpon et du lac comme une représentation du nome du Harpon, une communauté du nord-ouest du delta du Nil près des frontières libyennes, ou comme le nom personnel du captif. Dans ce dernier cas, le nom du prisonnier peut être lu comme Ouash ou Ouashi.

## Réel souvrain?
Si Ouash est un personnage historique, il est possible qu'il ait été le dernier souverain d'une dynastie de Basse-Égypte basée à Bouto. En effet, la renommée de Narmer repose sur le fait qu'il est présumé avoir été le roi ayant unifié l'Égypte, bien que cette unification pourrait être bien plus ancienne. Cependant, plutôt que d'enregistrer cet événement historique, la palette pourrait simplement représenter une allégorie de l'excellence et du droit de commandement de Narmer, le personnage de Ouash représentant le traditionnel ennemi.
L'archéologue Edwin van den Brink a soutenu qu'un autre souverain prédynastique de Basse-Égypte, Hedj-Hor, était le personnage représenté sous les traits de cet ennemi. van den Brink a fondé cet argument sur les similitudes entre son serekh et la gravure au-dessus de Ouash sur la palette de Narmer représentant Horus conduisant un bateau fait de roseaux de papyrus avec une corde passée dans le nez de sa figure de proue masculine.